# Rickey Minor
Rickey Minor es un director musical, compositor y productor discográfico estadounidense. Es conocido especialmente por ser el director musical y de la orquesta del programa de televisión The Tonight Show with Jay Leno. 
Minor nació en Luisiana y creció en Los Ángeles. Parte fundamental de su formación musical ha sido autodidacta.
Minor ha trabajado como director musical en giras de numerosas estrellas, como Whitney Houston, Christina Aguilera, Ray Charles, Alicia Keys, y Beyonce, y para producciones televisivas como los premios Grammy, los NAACP Image Awards y la Super Bowl. Además, también ha sido director musical de American Idol y director de la orquesta del programa Don't Forget the Lyrics! de la cadena de televisión Fox.
Minor vive en el sur de California con su mujer Karen Denise y su hijo Sean Anthony. En enero de 2009 fue publicado su libro There's No Traffic on the Extra Mile.